# Allie DeBerry
Alexandria "Allie" DeBerry (ur. 26 października 1994) – amerykańska aktorka i modelka.

## Wczesne życie
Aleksandria DeBerry urodziła się 26 października 1994 roku w Kingwood w stanie Teksas. Urodziła się jako najmłodsza z trójki rodzeństwa Toma i Cindy DeBerry. Jej miłość do bycia przed kamerą rozpoczęło się wcześnie w karierze modelki w wieku 4 lat. Wystąpiła w wielu reklamach, w tym w lokalnych reklamach Memorial Hermann Hospitals.

## Początki kariery
DeBerry karierę aktorską oficjalnie rozpoczęła w 2001 roku, gdzie zagrała "Flower Girl" w filmie telewizyjnym The Way She Moves. W tym samym roku (2001), wystąpiła gościnnie w serialu It's a Miracle jako Brittany. W 2003 DeBerry dostała gościnną rolę w serialu I'm with Her jako Mała Alex. DeBerry swój pierwszy teatralny film miała w 2007 roku w Love and Mary jako Sara Pedersen. W następnym roku kontynuowała karierę telewizyjną i w zarezerwowanym reality show – What's the Word?, w którym została wyróżniona w dwóch odcinkach. DeBerry została przedstawiona na Disney Channel, jak wystąpiła gościnnie w serialu Taniec rządzi  jako Destiny, wystąpiła w jednym odcinku, o nazwie "Hook It Up". Obecnie DeBerry pojawia się jako Paisley Houndstooth na najnowszych serialu Disney Channel – Nadzdolni wraz z Chiną Anne McClain, Sierrą McCormick, Jakiem Shortem, Stefanie Scott i Carlonem Jeffreyem.

## Życie osobiste
DeBerry jest również utalentowaną wokalistką. Jako student w Gimnazjum w Kingwood, była członkiem chóru All Region. DeBerry jest opisywana przez wszystkich jako zasadna i wyjątkowa, podobną do jej charakteru na Nadzdolni – Paisley Houndstooth.

## Filmografia
- The Way She Moves (2001) – jako Dziewczyna Kwiat
- It's a Miracle (2001) – jako Brittany
- I'm with Her (2003) – jako Mała Alex
- Love and Mary (2007) – jako Sara Pedersen
- What's the Word? (2008) – jako ona sama
- True Jackson (2009) – jako Cammy
- Pora na hit! (2009) – jako Ballet Student
- Taniec rządzi (2010) – jako Destiny
- Nadzdolni (2011–2013) – jako Paisley Houndstooth